# Metropolitanos Fútbol Club
El Metropolitanos Fútbol Club es un club de fútbol profesional venezolano con sede en Caracas, Distrito Capital, en un principio. Pero que luego pasó a formar parte del área metropolitana de Caracas. Actualmente juega en la primera división de Venezuela y disputa sus partidos como local en el Estadio Olímpico de la Universidad Central de Venezuela. 
Fue fundado el 3 de agosto de 2012, a partir del cupo que ostentaba el Lara. Aunque en sus inicios en la máxima categoría efectuó sus partidos en el estadio Brigido Iriarte, también lo hace en el estadio Olímpico de la UCV. Hizo historia en 2022 tras ganar por primera vez el campeonato venezolano después de derrotar 4-3 en tanda de penales a Monagas tras un encuentro que terminó en empate (1-1). 
El plantel violeta como también se le conoce, es uno de los equipos de la primera división que tiene cancha propia, esto a través de una alianza estratégica con la Universidad Santa María, el equipo caraqueño logró consolidar un sueño: tener su propia cancha en las instalaciones universitarias. La inauguración de las instalaciones se llevó a cabo el 1 de noviembre de 2013. 
En la temporada 2020, logra clasificarse por primera vez para la Copa Sudamericana. También hizo su debut en la Copa Libertadores en 2023.

## Historia
La temporada debut del cuadro caraqueño fue la 2012-2013 de la segunda división venezolana, compitiendo en la mencionada categoría luego de haber comprado el cupo del desaparecido Lara, primer campeón de provincia de la primera división de Venezuela, en el año 1965.
En el primer torneo de la temporada, el Apertura 2012, el equipo mostró un buen nivel futbolístico, siendo tercero en el grupo Occidental, con un total de treinta y una unidades, producto de nueve victorias, cuatro empates y cinco derrotas, logrando clasificar para el siguiente torneo de la temporada: El Torneo por el Ascenso a la primera división.
Para el segundo semestre de la temporada, se disputó el Torneo de Ascenso 2013 que otorgaría dos cupos para la primera división de Venezuela de la siguiente temporada. El equipo mantuvo su buen nivel, sorprendiendo a propios y extraños, culminó el torneo en la cuarta casilla, con veintinueve puntos, logrando ocho victorias y anotando un total de veinte goles en todo el semestre. Así, culminó una excelente temporada del debut para el club violeta, permaneciendo en la división de plata del balompié venezolano para la temporada 2013-2014.
En 2013, Metropolitanos FC, estrechó lazos con Fratelsa SC, academia que se encarga de aportar y de entrenar a las categorías menores del plantel violeta logrando formar desde las compoticas hasta la sub-18 y sub-20.
En la temporada 2013-14, cerró el Torneo Apertura en el primer lugar de la región centro-oriental, consolidándose con el campeonato. En el Torneo Ascenso, certamen que concede dos puestos para subir a la máxima categoría del fútbol profesional venezolano, el equipo violeta ocupó el segundo lugar, conquistando la meta de subir a primera división. 

### Participación en primera división y descenso
En su primera temporada en la máxima categoría, culminó en el puesto 14, quedando a 3 puntos de clasificar para la liguilla de Pre-Sudamericana. La siguiente temporada, el Torneo Adecuación 2015, tras una mal semestre, Metropolitanos quedaría ubicado en la decimonovena posición, teniendo que jugar la promoción por la permanencia contra el Deportivo JBL. En el partido de ida en Maracaibo, conseguirían un empate 2-2, mientras que en el partido de vuelta en Caracas, con un gol de Nelson Semperena en el minuto 93, el Metropolitanos empataría 1-1 y, debido a la regla de gol de visitante, permanecería una temporada más en primera división. Sin embargo, el club fue obligado a jugar en segunda división, tras alinear a un jugador que debía cumplir una sanción en el partido de vuelta contra el Deportivo JBL.

### Regreso a la máxima categoría
A pesar de este descenso, su retorno a primera sería inmediato. En su temporada en segunda división, Metropolitanos quedaría ubicado en el grupo Oriental, obteniendo el primer lugar del grupo y clasificando para los cuadrangulares por el ascenso. En la etapa de cuadrangulares finales, sería ubicado en el grupo A junto con Atlético El Vigía, Lala F.C. y Yaracuyanos, ganando el grupo con doce puntos, uno más que Atlético El Vigía, con el que empataría su último partido, obteniendo de esta manera el ascenso a la primera división. Ya con el ascenso asegurado, obtendría el título de la segunda categoría tras vencer en la final al Atlético Socopó con un marcador global de 1-0.

### Regreso a Liga FUTVE y primeras participaciones internacionales
Tras su regreso a la máxima categoría, en sus primeras dos temporadas, terminaría en modestos puestos de la tabla acumulada, asegurando su permanencia. Para la temporada 2019, el equipo violeta contrataría a José María Morr como su nuevo director técnico, con su nuevo entrenador al mando, Metropolitanos conseguiría el pasaje a la liguilla del Torneo Clausura quedando eliminado en los cuartos de final contra Deportivo Táchira. En 2020 obtendría su primera clasificación para la Copa Sudamericana consiguiendo el cuarto lugar del grupo B. 
En la temporada 2021, volvería a conseguir la clasificación para la Copa Sudamericana tras conseguir uno de los dos cupos del hexagonal final. Ese mismo año, conseguiría el pasaje a la fase de grupos de la Copa Sudamericana 2021 luego de vencer a la Academia Puerto Cabello en la fase preliminar, ubicándose en el grupo D junto con Athletico Paranaense (a la postre campeón del torneo), Melgar de Perú y Aucas de Ecuador, quedando en el último lugar de este grupo.

### Primera estrella
La temporada 2022 sería marcada por una histórica campaña, con José María Morr en su cuarta temporada con el equipo, Metropolitanos se mantendría entre los primeros 4 puestos de la fase regular, sin salir de estos desde la fecha 8 y siendo líder entre las fechas 15 y 20, además de la fecha 22. Al término de las treinta jornadas, el equipo se ubicó en el segundo puesto con cincuenta y tres puntos, consiguiendo así la clasificación para la fase final por el título. 
En la fase final, jugaría ante Zamora F. C., Monagas y Carabobo. Las primeras dos fechas del cuadrangular serían determinantes para el camino a la final venciendo a Monagas en Maturín y a Carabobo de local, en la tercera jornada empataría sin goles ante Zamora en condición de visitante, quedando como primero de la fase final al término de la primera vuelta. A pesar de no haber obtenido más victorias en la segunda vuelta, con los puntos obtenidos en las primeras tres fechas y después de empatar los dos partidos siguientes contra Zamora y Carabobo, los violetas sellarían su pase a la gran final. En su último juego del cuadrangular, sería derrotado por Monagas. Sin embargo, el equipo terminó en el primer lugar con nueve puntos. De esta manera, jugaría por primera vez la final por el título.
El partido final sería disputado en el Estadio Olímpico de la UCV ante Monagas, que sería el otro equipo finalista. El partido se iría a la prórroga luego de empatar a cero en los noventa minutos. Ya en el alargue, Monagas se pondría en ventaja en el minuto 91. Sin embargo, los violetas conseguirían empatar por medio de Charlis Ortiz en el minuto 101, forzando a definir el título en la tanda de penales, en la que Metropolitanos después del cobro convertido por Carlos Cermeño ganaría por 4-3 y de esta manera conseguiría el primer título para el equipo capitalino.

## Estadio

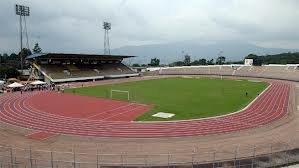
Estadio Olímpico de la UCV antes de ser remodelado

El Estadio Olímpico de la UCV, ubicado en Caracas, es donde realiza los partidos como local. Tiene una capacidad actual de 24 900 espectadores. El estadio forma parte de la Ciudad Universitaria de Caracas y como tal nombrado Patrimonio de la Humanidad junto con esta por la Unesco, siendo uno de los más importantes de Venezuela.

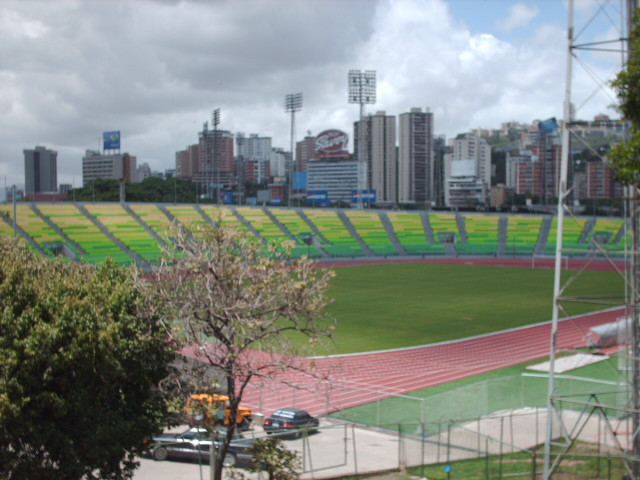
Estadio Olímpico de la UCV durante la Copa América 2007

El estadio poseía un aforo de 30 000 espectadores; sin embargo, su capacidad descendió a 24 900 fanáticos por la instalación de sillas y refacciones para la Copa América Venezuela 2007. Es obra del arquitecto venezolano Carlos Raúl Villanueva y fue inaugurado durante el gobierno del general Marcos Pérez Jiménez en 1957.

### Estadio alterno
La cancha de fútbol ubicada en los terrenos de la Universidad Santa María es la casa del equipo violeta, donde el primer equipo y las categorías menores hacen vida desde el pasado 1 de noviembre de 2013.
La inauguración de este espacio se hizo con la presencia de los presidentes de Metropolitanos FC, Mariano Díaz y Juan Carlos Ferro, y las autoridades universitarias, quienes fueron testigos del duelo amistoso entre la oncena violeta y el equipo de fútbol de la Universidad Santa María.
La construcción de la cancha comenzó en el mes de mayo del mencionado año, tras una alianza entre el recinto universitario y el conjunto capitalino, que finalizó con lo que hoy llamamos hogar.
Durante la construcción, además de la colocación de gramado artificial, también se mejoró remodelaron los camerinos y el alumbrado público.
Desde el Torneo Apertura 2016, el equipo violeta, además de realizar sus entrenamientos en el predio académico, comenzó a disputar sus compromisos oficiales en esta sede.

## Uniforme
- Uniforme titular: Camiseta violeta, pantalón violeta y medias violetas.
- Uniforme alternativo: Camiseta rosada, pantalón blanco y medias rosadas.

### Indumentaria y patrocinador
| Periodo       | Proveedor            |
| ------------- | -------------------- |
| 2011-2014     | Bandera de Alemania  |
| 2014-2016     | More Design          |
| 2017-2018     | Bandera de España    |
| 2019-2021     | More Design          |
| 2022-presente | Bandera de Venezuela |

| Periodo       | Patrocinador                            |
| ------------- | --------------------------------------- |
| 2011-2016     | Sin patrocinador                        |
| 2016-2017     | Seguros Venezuela Banco Fondo Común ONA |
| 2018-2020     | Banco Bicentenario La Tele Tuya         |
| 2021          | Sin patrocinador                        |
| 2022          | Aerolíneas Estelar Arant                |
| 2023-presente | Aerolíneas Estelar                      |

## Participaciones internacionales
| Torneo                | Ediciones               |
| --------------------- | ----------------------- |
| Copa Libertadores (1) | 2023.                   |
| Copa Sudamericana (4) | 2021, 2022, 2024, 2025. |

### Estadísticas
| Torneo            | TJ | PJ | PG | PE | PP | GF | GC | DG  | Puntos |
| ----------------- | -- | -- | -- | -- | -- | -- | -- | --- | ------ |
| Copa Libertadores | 1  | 6  | 0  | 0  | 6  | 4  | 11 | -7  | 0      |
| Copa Sudamericana | 3  | 23 | 5  | 6  | 12 | 21 | 33 | -12 | 21     |
| Total             | 4  | 29 | 5  | 6  | 18 | 25 | 44 | -19 | 21     |

- Actualizado a su última participación en la Copa Sudamericana 2024.

## Distinciones Individuales

### Máximo Goleadores Históricos
| #   | Nombre          | Goles |
| --- | --------------- | ----- |
| 1.º | Irwin Antón     | 31    |
| 2.º | Charlis Ortiz   | 28    |
| 3.º | Robinson Flores | 19    |
| 4.º | Marco Bustillo  | 17    |
| 5.º | Gustavo Britos  | 16    |
| 6.º | Darwin Gómez    | 12    |
| 7.º | Walter Araujo   | 12    |

- Actualizado hasta el 2 de junio de 2025.[1]

### Entrenador del año
- José María Morr: (Primera División de Venezuela 2022)

## Junta directiva

### Organigrama
| Cargo                  | Nombre              |
| ---------------------- | ------------------- |
| Presidente             | Juan Carlos Ferro   |
| Vicepresidente         | Carlos Enrique Peña |
| Gerente general        | Perla Guzmán        |
| Gerente deportivo      | Luis Majjul         |
| Gerente de operaciones | Gabriela Omaña      |
| Medios y prensa        | José Pablo Lobo     |

### Altas y bajasPrimera División de Venezuela 2024
| Altas |

| Jugador          | Posición      | Procedencia                   | Tipo              |
| ---------------- | ------------- | ----------------------------- | ----------------- |
| Jesús Lara       | Portero       | Mineros de Guayana Inferiores | Traspaso          |
| David Zalzman    | Mediocampista | Estudiantes de Mérida         | Carta de libertad |
| Ervin Zorrilla   | Delantero     | Estudiantes de Mérida         | Carta de libertad |
| Anthony Graterol | Defensa       | Portuguesa FC                 | Carta de libertad |
| Robert Garcés    | Mediocampista | Zamora FC                     | Carta de libertad |
| Emerson Ruiz     | Mediocampista | Mineros de Guayana            | Carta de libertad |
| Kevin De La Hoz  | Defensa       | Academia Puerto Cabello       | Carta de libertad |
| Marlín Angulo    | Mediocampista | Bogotá F. C.                  | Traspaso          |
| Jean Paul Arce   | Mediocampista | Deportivo Cali                | Carta de libertad |
| Carlos Paraco    | Delantero     | Deportivo Táchira             | Carta de libertad |
| Jhon Chancellor  | Defensa       | Club Necaxa                   | Agente libre      |

| Bajas |

| Jugador             | Posición      | Destino                  | Tipo                        |
| ------------------- | ------------- | ------------------------ | --------------------------- |
| José Moreno         | Defensa       |                          | Agente libre                |
| Christian Schiavone | Delantero     |                          | Agente libre                |
| Giancarlo Schiavone | Portero       | Puerto Cabello           | Carta de libertad           |
| Carlos Cermeño      | Mediocampista | Puerto Cabello           | Carta de libertad           |
| Jefre Vargas        | Defensa       | Deportivo Táchira        | Carta de libertad           |
| Darwin Gómez        | Delantero     | Internacional de Barinas | Carta de libertad           |
| Santiago De Sousa   | Delantero     | Portuguesa F. C.         | Carta de libertad           |
| Robinson Flores     | Delantero     | Técnico Universitario    | Cedido hasta el 31-Dic-2024 |
| Rolando Botello     | Mediocampista | CD Universitario         | Carta de libertad           |
| Christian Larotonda | Mediocampista | Monagas S C              | Carta de libertad           |

## Palmarés

### Torneos nacionales (2)
| Competición nacional               | Títulos | Subcampeonatos |
| ---------------------------------- | ------- | -------------- |
| Primera División de Venezuela (1): | 2022.   |                |
| Segunda División de Venezuela (1): | 2016.   | 2013-14        |
| Copa Venezuela (0):                |         | 2024           |